# I dag börjar livet
I dag börjar livet är en svensk dramafilm från 1939 i regi av Schamyl Bauman.

## Om filmen
Filmen premiärvisades den 15 augusti 1939 på biografen Royal i Stockholm. Filmen spelades in vid Sandrew-Ateljéerna i Stockholm med exteriörer från Mosebacke torg och Gamla Stan i Stockholm av Hilmer Ekdahl. 
Som förlaga har man Marcel Achards pjäs Pétrus (Petrus den lycklige) som uruppfördes på Théâtre des Champs-Élysées i Paris 1933.

## Roller i urval
- Sture Lagerwall – Petrus Sommar, målare
- Sonja Wigert – Wera Holm, balettdansös
- Nils Ohlin – Börje Fredin, balettmästare
- Margareta Bergfeldt – Karin Sommar, Petrus syster
- Dagmar Ebbesen – Johanna Lundström, Petrus moster
- Axel Högel – Karl Lundström, Johannas make, poliskonstapel
- Barbro Kollberg – Nelly, balettdansös
- Ziri-Gun Eriksson – Margot, balettdansös
- Ingrid Borthen – Dittan Larsson, balettdansös
- Nils Johannisson – Stålhagen, detektiv
- Ivar Kåge – kriminalchefen
- Naemi Briese – kvinnan som sitter modell för Petrus
- Eivor Landström – kvinnan som söker modelljobb hos Petrus
- Lizzy Stein – Mosebacketeaterns primadonna
- Arne Lindblad – pianisten
- Greta Ericson – Lola, Nellys och Dittans rumskamrat på Artistpensionatet

## Musik i filmen
- Viva Escamilta, kompositör Rob. Naes, instrumental
- Ta' dej lite' ledigt ibland, kompositör Jules Sylvain, text Jokern, instrumental